# Typhlops granti
Espèce
Synonymes
- Antillotyphlops granti (Ruthven & Gaige, 1935)

Typhlops granti est une espèce de serpents de la famille des Typhlopidae. 

## Répartition
Cette espèce est endémique de l'île de Caja de Muertos à Porto Rico.

## Description
L'holotype de Typhlops granti mesure 154 mm dont 2,6 mm pour la queue et dont le diamètre du corps est de 2,2 mm. Cette espèce a le dos jaune et la face ventrale blanc jaunâtre. Les écailles du dos sont teintées de brun à leur extrémité.

## Étymologie
Cette espèce est nommée en l'honneur de Chapman Grant.

## Publication originale
- Ruthven & Gaige, 1935 : Observations on Typhlops from Puerto Rico and some of the adjacent islands. Occasional Papers of the Museum of Zoology, University of Michigan, vol. 307, p. 1-12 (texte intégral).